# Hallviken
Hallviken is een plaats in de gemeente Strömsund in het landschap Jämtland en de provincie Jämtlands län in Zweden. De plaats heeft 72 inwoners (2005) en een oppervlakte van 29 hectare.
De plaats ligt 14 kilometer ten zuiden van de plaats Strömsund. Door de plaats loopt de Europese weg 45 en langs de plaats loopt de spoorlijn Inlandsbanan. Net buiten de plaats ligt een vliegveld, dit vliegveld is gebouwd als militair vliegveld tussen 1940 en 1943.